# 兆豐國際商業銀行
兆豐國際商業銀行，簡稱兆豐銀行（英語：Mega Bank），是台灣大型商業銀行之一，總行設於臺北市，為台灣「八大行庫」之一。前身為中國國際商業銀行（International Commercial Bank of China，ICBC）；2006年8月21日吸收合併交通銀行（Chiao Tung Bank）並配合母公司兆豐金控而改為現名。
兆豐銀行國內分行家數達107家，海外據點則達39處，包含24家分行、7家支行、3處代表處，以及在泰國的轉投資子銀行和4家分行。

## 歷史沿革

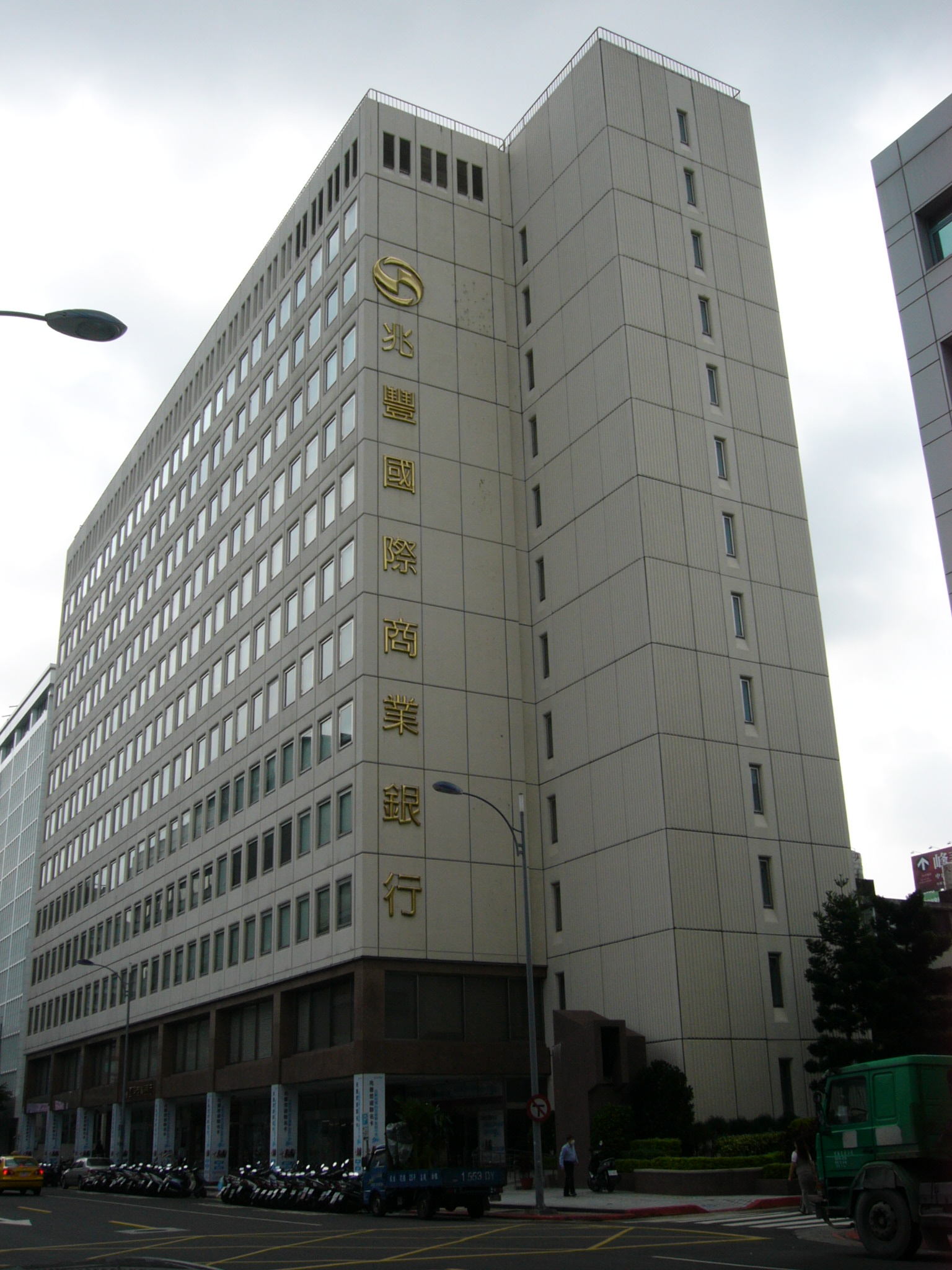
位於臺灣臺北市中山區吉林路的兆豐國際商業銀行總管理處（原中國國際商業銀行總管理處）

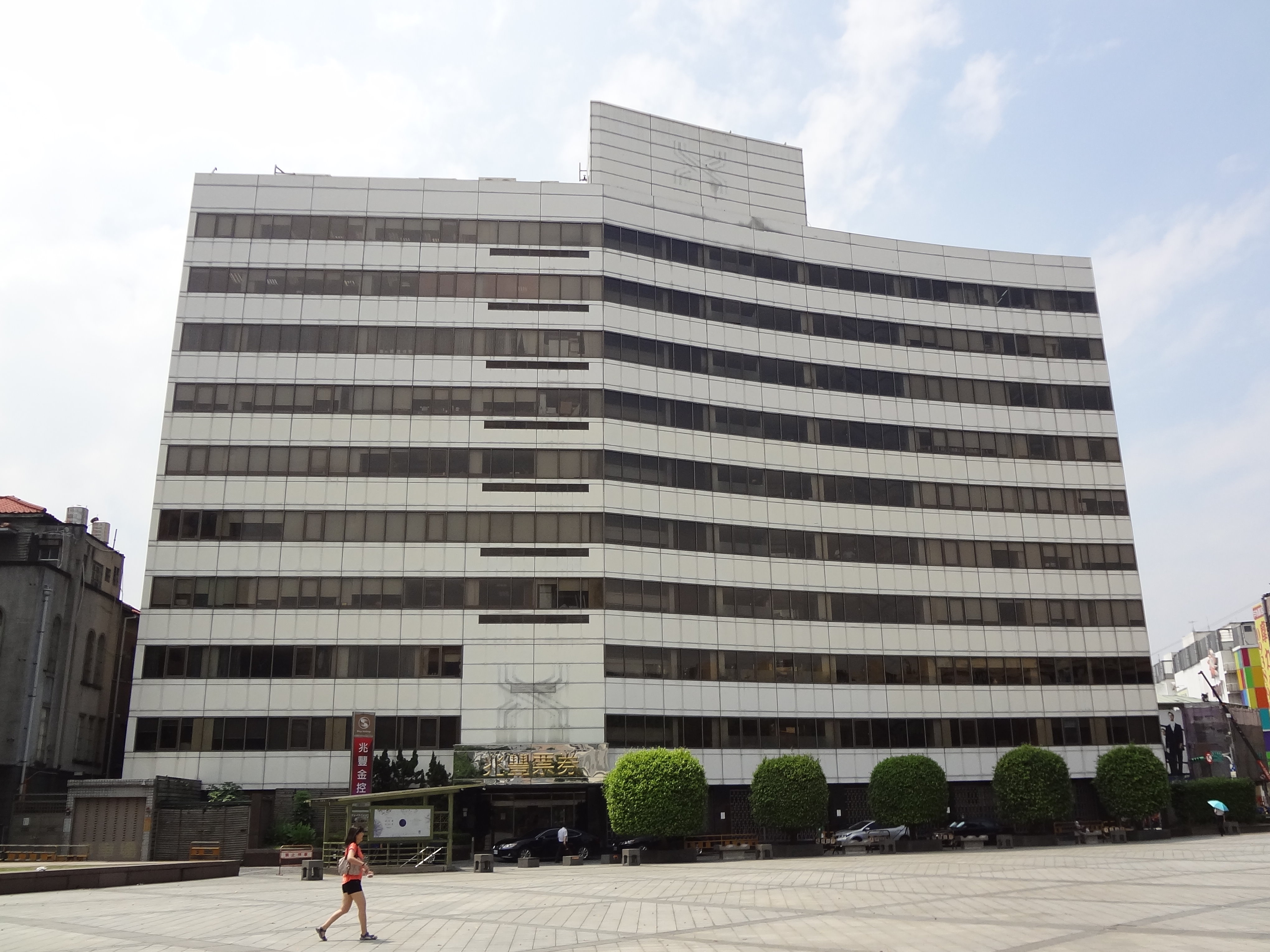
位於臺灣臺北市中正區衡陽路的兆豐衡陽大樓（原交通銀行大廈）

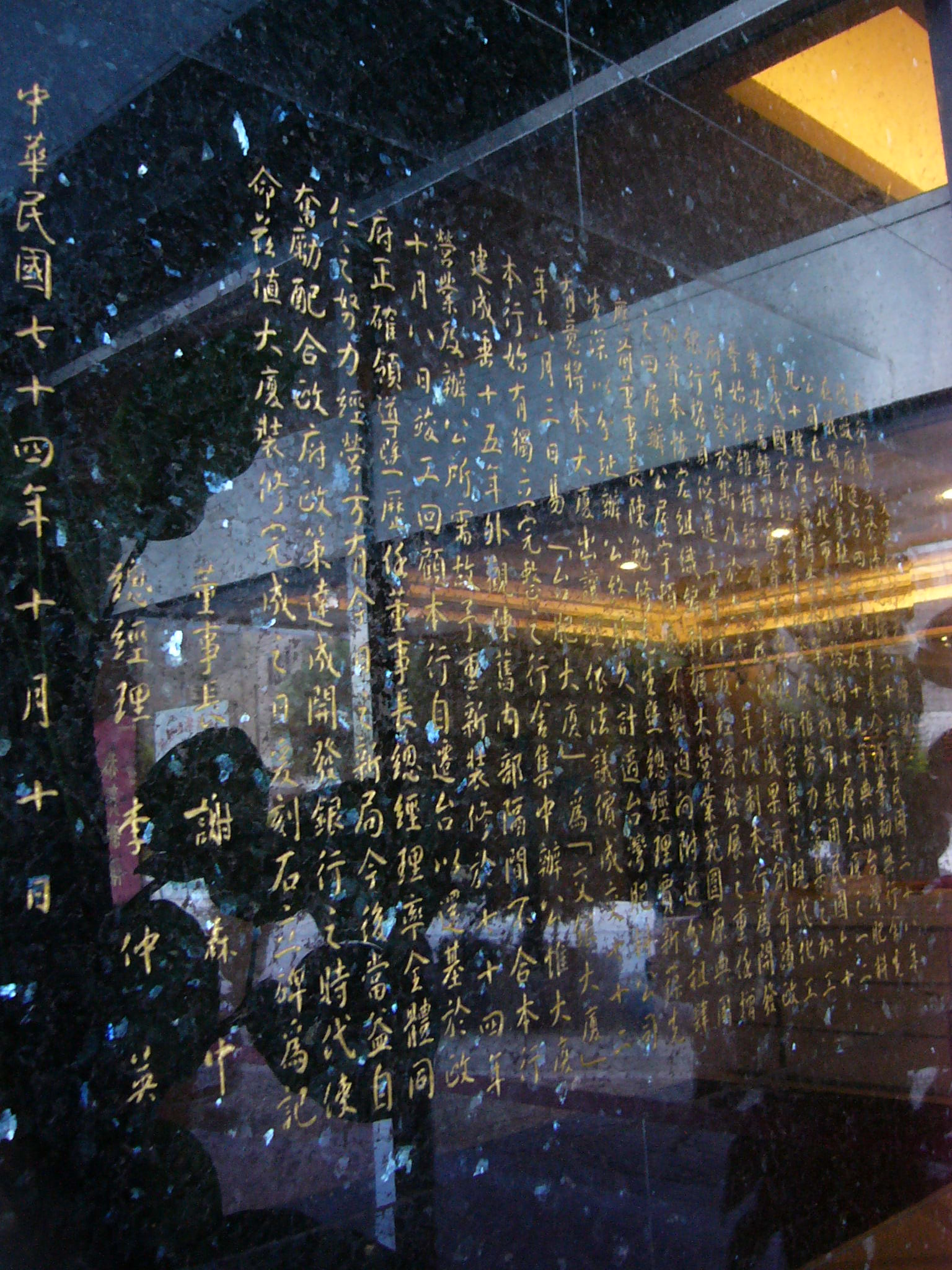
交通銀行大廈一樓所刻的〈交通銀行大廈碑記〉

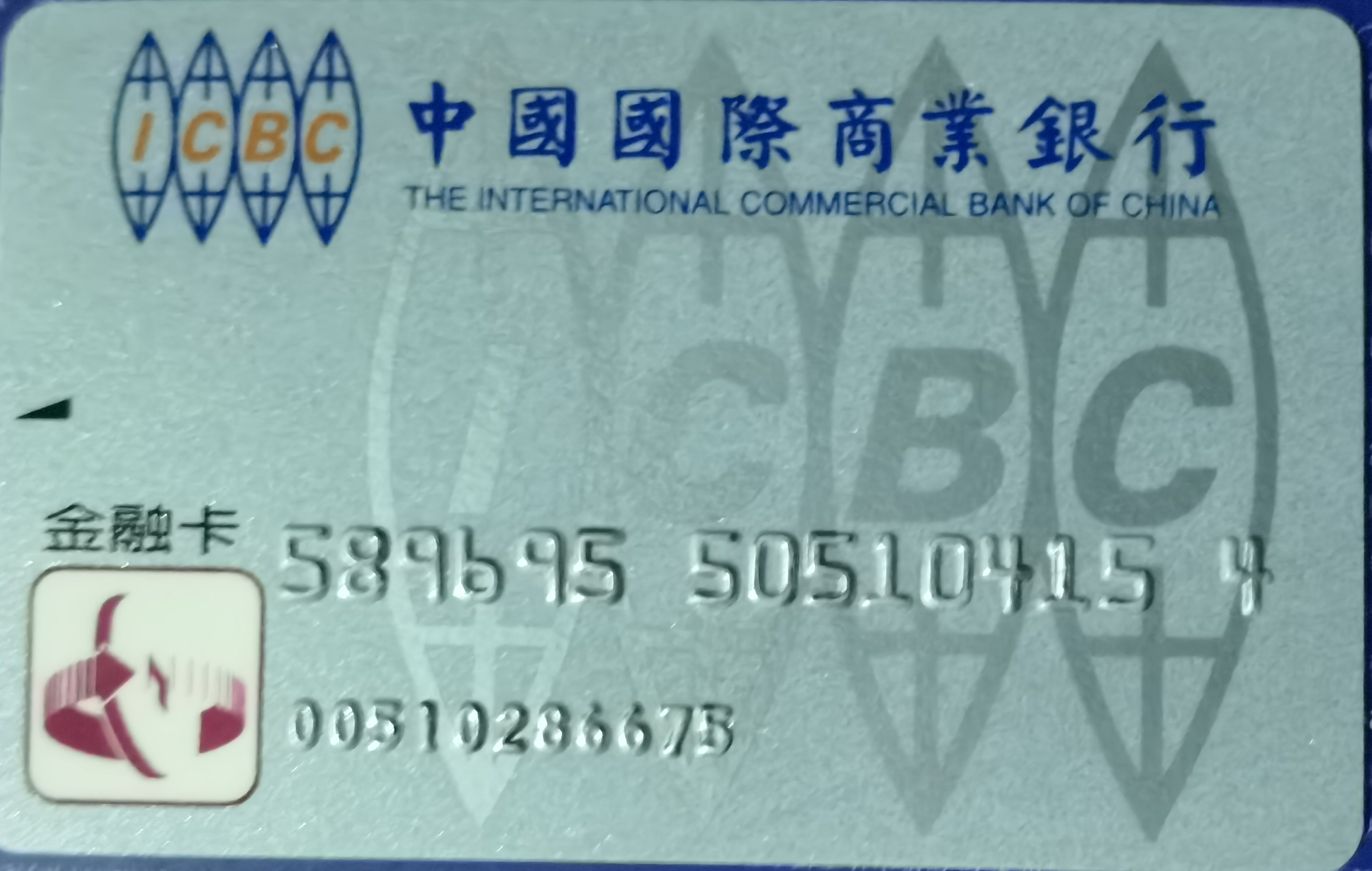
中國國際商業銀行金融卡

### 中國國際商業銀行
- 中國國際商業銀行前身可溯至前清時期之大清銀行與大清戶部銀行。該行於1928年經國民政府核定為政府特許之國際匯兌銀行。
- 1949年暫停對外營業。
- 1960年總管理處國外部在臺復業，仍為國際貿易與匯兌之專業銀行，並經辦一般商業銀行業務。
- 1971年配合政府政策改組為民營銀行，同年12月15日，在台灣的中國銀行更名為「中國國際商業銀行」（簡稱）並改制為民營企業。[1]
- 1974年8月1日，於巴拿馬開設分行，為拉丁美洲境內所設立的第一家臺資銀行。
- 1975年9月15日，於美國芝加哥開設分行。
- 1979年2月24日，於台灣證券交易所公開股票上市，股票上市代號2806。
- 1982年9月16日，於巴拿馬箇朗自由區（英语：Colón Free Trade Zone）開設分行。
- 1984年7月2日，於美國洛杉磯開設分行。
- 1986年1月16日，於法國巴黎開設分行；8月15日，於澳洲雪梨開設分行。
- 1990年10月22日，於荷蘭阿姆斯特丹開設分行。
- 1992年，撥捐基金成立財團法人中國國際商業銀行文教基金會，基金總額新臺幣二億圓，基金會以其孳息從事有關目的事業；12月，於加拿大開設子銀行。
- 1995年7月4日，於菲律賓馬尼拉開設分行。
- 1996年8月10日，於越南胡志明市開設分行。
- 1997年3月，於新加坡開設分行。
- 1998年1月20日，於馬來西亞吉隆坡納閩境外金融中心開設分行。
- 1999年4月20日，於澳洲布里斯本開設分行。
- 2001年8月17日，關閉馬其頓代表處；10月1日，巴拿馬箇朗市區分行裁撤；12月31日，加洛干分行於本日裁撤。
- 2002年1月2日，儲蓄部改制台北分行於本日開業（2006年改名台北復興分行）；5月7日，撤回赴中國大陸蘇州地區設立代表人辦事處之申請案；12月20日，開設香港分行；12月31日，與交銀金控合組「金融控股公司」，定名兆豐金融控股股份有限公司(Mega Holding)，簡稱兆豐金，股票上市代號2886。原股票上市代號2806下市。
- 2005年1月5日，曼谷分行獲泰國財政部正式函准升格改制為子銀行；4月7日，推出原子小金剛信用卡；5月24日，於英國倫敦設立倫敦代表人辦事處；8月8日，於泰國春武里開設分行。

### 交通銀行
- 交通銀行前身可溯至於前清時期，旨在輔佐路、電、郵、航四大要政之資金調度，民國初期並奉命與中國銀行共負中央銀行之任務，掌管國庫收支並發行兌換券。
- 1928年，國民政府公佈《交通銀行條例》，特許該行為發展全國實業之銀行，協助全國工礦交通事業之發展。
- 1949年暫停對外營業。
- 1960年於臺復業，總行設於臺灣臺北市萬華區峨嵋街，為工業建設專責國有銀行。
- 1975年，配合政策，定位由工業專業銀行轉為開發銀行。
- 1979年，改制為開發銀行。
- 1983年，總行遷至衡陽路91號「交通銀行大廈」。
- 1989年，於美國矽谷開設分行。
- 1991年，立法院修正《交通銀行條例》，使交通銀行轉型為服務性金融機構。
- 1996年，於台灣證券交易所股票上市，股票上市代號2824。
- 2000年，條例「交通銀行條例」修正，廢除「中華民國國民為股東」之限制。
- 2002年2月4日，與國際綜合證券公司以股份轉換方式共同成立交銀金融控股公司。

### 兆豐國際商業銀行
2006年
- 8月21日，兆豐金融集團旗下的中國國際商業銀行（中華民國金融機構代號017）與交通銀行（原中華民國金融機構代號003）合併，中國國際商業銀行為存續銀行，銀行合併同時更名為兆豐國際商業銀行股份有限公司（Mega International Commercial Bank Co., Ltd.），（中華民國金融機構代號仍維持為017），SWIFT BIC CODE仍維持（ICBCTWTP），合併後原交通銀行存款帳戶號碼由12碼配合調整為11碼，原中國商銀國內外分行存款帳號不變，SWIFT BIC CODE亦維持不變（例如：國外部SWIFT BIC CODE仍為ICBCTWTP007，紐約分行SWIFT BIC CODE仍為ICBCUS33）。
- 10月30日，泰國子銀行「兆豐國際商業銀行大眾股份有限公司」增設之「挽那分行」開業。（SWIFT BIC Code：ICBCTHBKBNA）
- 11月27日，澳洲增設「墨爾本分行」開業。（SWIFT BIC Code：ICBCAU2SMEL）

2007年
- 5月21日，「倫敦分行」開業（SWIFT BIC Code：ICBCGB2L），並同時裁撤倫敦代表人辦事處。

2008年
- 3月6日，獲金管會同意在阿布達比設立代表處及澳門申設分行，為第一家在阿拉伯聯合大公國(UAE)有服務據點的本國銀行。但為避免業務重疊，阿布達比代表處成立後，裁撤巴林代表處。
- 7月7日，金門分行﹙金融機構代號0170790﹚開業。
- 9月26日，97年度「我國境內美元清算銀行」遴選作業經中央銀行外匯局囑中華民國票券金融商業同業公會、臺灣集中保管結算所與中華民國銀行商業同業公會共同辦理遴選指定銀行乙案，遴選結果由兆豐國際商業銀行排名第一，並報經外匯局97年9月26日台央外柒字第0970046112號函示同意核備該行為「我國境內美元清算銀行」。
- 12月2日，孟買代表人辦事處於印度正式設立。

2009年
- 10月28日，中國大陸蘇州代表處成立。

2010年
- 5月17日，泰國子銀行「兆豐國際商業銀行大眾股份有限公司」增設之「萬磅分行」開業。

2011年
- 9月30日，柬埔寨金邊分行開業。

2012年
- 6月21日，中國大陸蘇州代表處正式升格為蘇州分行。

2015年
- 5月12日，中國大陸寧波分行開業。

2016年
- 8月20日，兆豐銀行紐約分行因涉及違反美國銀行保密法及反洗錢法（BSA/AML）等相關法律規定，遭到美國紐約州DFS重罰1.8億美圓（約新臺幣57億圓）[2][3][4]。消息一出，引起金融圈譁然。
- 9月23日，兆豐銀召開董事會，會中認定前董事長蔡友才及總經理吳漢卿嚴重失職，需負起美國紐約金融服務署（DFS）以及金管會的裁罰，合計新臺幣57億圓將全數向此2人求償，這也創下國內公司董事會向經理人求償金額新高案例[5][6]。2016年10月初金管會主委丁克華因兆豐案下台[7]。

2021年
- 1月7日，仰光分行開業。

2022年
- 1月25日，越南海防代表人辦事處開業。

## 國內外分行、海外代表人辦事處（代表處）及海外子銀行

### 亞洲
- 中華民國
  - 除臺東縣、澎湖縣、連江縣外，其他縣市均有成立分行
- 中华人民共和国（含 香港）
  - 蘇州分行
  - 蘇州吳江支行
  - 昆山支行
  - 寧波分行
  - 香港分行
- 新加坡
  - 新加坡分行
- 日本
  - 東京分行
  - 大阪分行
- 印度尼西亞
  - 印尼代表處（2003年裁撤、2020年申請中）
- 马来西亚
  - 納閩分行
  - 吉隆坡行銷辦事處
- 菲律賓
  - 馬尼拉分行
  - 加洛干分行（2001年遭裁撤）
  - 蘇比克灣分行（裁撤）
- 越南
  - 胡志明市分行
  - 海防辦事處
- 緬甸
  - 仰光分行
- 柬埔寨
  - 金邊分行
- 印度
  - 孟買代表人辦事處
- 阿联酋
  - 阿布達比代表人辦事處（已遭裁撤／巴林代表處因此裁撤）
- 泰國兆豐國際商業銀行大眾股份有限公司（MEGA INTERNATIONAL COMMMERCIAL BANK, PUBLIC COMPANY LTD.；為兆豐商銀海外的子銀行；原為曼谷分行成立於1947年10月10日）
  - 曼谷拍崑崙總行
  - 曼谷挽那分行
  - 春武里府分行
  - 叻丕府萬磅分行
  - 羅勇分行

### 美洲
- 加拿大
  - 多倫多分行
  - 溫哥華分行
  - 華埠分行（裁撤）
  - 列治文分行（裁撤）
- 美国
  - 紐約分行
  - 芝加哥分行
  - 洛杉磯分行
  - 矽谷分行
  - 休士頓代表處（裁撤）
- 巴拿马
  - 巴拿馬分行
  - 箇朗市區分行（裁撤）
  - 箇朗市區分行（裁撤）

### 歐洲
- 英国
  - 倫敦分行
- 法國
  - 巴黎分行
- 荷蘭
  - 阿姆斯特丹分行
- 北馬其頓
  - 馬其頓代表處（裁撤）

### 大洋洲
- - 雪梨分行
  - 布里斯本分行
  - 墨爾本分行

## 外部連結
- 兆豐國際商業銀行（页面存档备份，存于）（繁體中文）
- 兆豐國際商業銀行 網路銀行（页面存档备份，存于）
- 兆豐國際商業銀行 全球金融網（页面存档备份，存于）
- 兆豐國際商業銀行 網路ATM（页面存档备份，存于）